# Heribert (fill de Guillem I de Tolosa)
Heribert (c. 780/785 - c.843) va ser un noble carolingi del segle ix. Era de la família dels Guillèlmides, fill de Guillem I de Tolosa i de la seva primera esposa Cunegunda.

## Biografia
Apareix per primera vegada el 14 de desembre de 804 a la carta fundacional de l'abadia de Sant Guillem del Desert pel seu pare Guillem de Gel·lona, on hi apareixen també els seus germans Bernat, Guitcaire, Gaucelm i els seus oncles Teuduí, Teodoric i Adalelm. Les seves primeres batalles semblen tenir lloc a la península ibèrica contra els sarraïns, i la Vita Hludowici Imperatoris esmenta que se li va atribuir la ciutat de Tortosa després de la seva presa l'any 809. L'any 812 Lluís el Pietós, rei d'Aquitània i hereu de l'imperi, el va fer missus.
L'any 819 Lluís el Pietós, convertit en emperador des del 814, es va casar per segona vegada amb Judit de Baviera, malgrat l'oposició dels tres fills nascuts del seu primer matrimoni. Els fills de Guillem de Gel·lona es van agrupar entre els fidels de Judit. Fins i tot és possible que Emma de Baviera, germana de Judit, es casés per primera vegada amb Teodoric († 826), fill de Guillem de Gel·lona. La ruptura es va produir l'agost de 829, quan Lluís el Pietós va decidir, durant l'assemblea de Worms, constituir un regne per al seu fill Carles, nascut de Judit, tallant els lots de la divisió de 817. Lluís es va enfrontar al descontentament que va mostrar el seu fill gran Lotari, el qual va exiliar a Itàlia, així com també el primer conseller d'aquest últim, Vala de Corbie.
Vala, però, no va afluixar i va difondre el rumor d'una unió adúltera entre Judith i Bernat, germà d'Heribert, i va acusar Bernat d'aprofitar la debilitat de l'emperador per governar en el seu lloc. Aprofitant una expedició de Lluís el Pietós a Bretanya, els seus fills Pipí i Lluís van organitzar la revolta, van fer tornar Lotari d'Itàlia i van prendre el poder. Bernat de Septimània va fugir a Barcelona, Judit va ser tancada en un convent. Heribert va quedar cec i el seu cosí Odó, comte d'Orleans, va ser exiliat.

## Descendència
Cap document contemporani no esmenta que tingués fills. L'historiador francès Christian Settipani va proposar dues hipòtesis que li atribueixen dues filles:
1. assenyala que l'esposa del rei Bernat d'Itàlia es deia Cunegunda i que el seu net es deia Heribert i compara aquests primers noms amb els Guillèlmides, especificant que cronològicament, Cunegunda esposa de Bernat d'Itàlia podria haver estat filla d'Heribert.[5]
2. també va assenyalar que les primeres generacions de la casa dels Raimondins (comtes de Tolosa) tenien noms de pila Guillèlmides (Bernat, Heribert) i va proposar que Senegunda, mare dels comtes Frèdol i Ramon I, hauria pogut ser filla d'Heribert.[6]